# Oblast' autonoma udmurta
L''oblast' autonoma udmurta (in russo Удмуртская автономная область?, Udmurtskaja avtonomnaja oblast; in udmurto Udmurt avtonomi ulos) è stata costituita il 4 novembre 1920 come Oblast Autonoma di Votyak (in russo Вотская автономная область?, Votskaja avtonomnaja oblast′; in udmurto: Votjak avtonomi ulos). "Votyak" era un nome obsoleto che identificava il popolo udmurto. Fu ribattezzata oblast' autonoma udmurta il 1º gennaio 1932 e fu riorganizzata nella Repubblica Socialista Sovietica Autonoma di Udmurtia il 28 dicembre 1934. Essa divenne la Repubblica di Udmurtia il 20 settembre 1990, all'interno della Federazione Russa.